# Historisches Museum Dietzenbach
Das Historische Museum Dietzenbach (vormals Museum für Heimatkunde und Geschichte Dietzenbach) erläutert die Geschichte Dietzenbachs, der Kreisstadt des Landkreises Offenbach in Hessen, in heimatgeschichtlich relevanten Epochen. Darüber hinaus besitzt es eine film- und kinogeschichtliche Ausstellung sowie eine Sammlung landwirtschaftlicher Großgeräte.
Träger des Museums für Heimatkunde und Geschichte ist der Heimat- und Geschichtsverein Dietzenbach e.V.

## Lage
Das Dietzenbacher Museum besteht aus mehreren Gebäuden mit insgesamt über 800 m² Ausstellungsfläche. Ein Teil der Ausstellung befindet sich in einem dem Museum angeschlossenen Fachwerkhaus von 1765. Der Haupteingang liegt in der Darmstädter Straße 7–11. Es ist fußläufig zu erreichen vom Dietzenbach Bahnhof, von der Haltestelle Brunnenstraße (RMV-Buslinien OF-99) sowie der Haltestelle Am Stadtbrunnen (OF-57). Die Einrichtung hat eine Behindertentoilette.

## Geschichte
Das Museum für Heimatkunde und Geschichte wurde 1976 gegründet. Die ersten Exponate wurden in einem Fachwerkhaus mit Anbau und ehemaligen Verwaltungspavillons ausgestellt. In den 1980er Jahren wurde die Lücke zwischen Fachwerkhaus und den Verwaltungspavillons mit einer Halle geschlossen, in der die vielen Großgeräte aus dem Sammlungsbereich Landwirtschaft stilgerecht untergebracht werden konnten. Da die Pavillons in die Jahre gekommen waren, entschloss sich die Stadt Dietzenbach zu einem Neubau. Der Spatenstich hierzu erfolgte 1998. Zum Hessentag im Jahre 2001 in Dietzenbach konnten die neuen Räumlichkeiten der Öffentlichkeit präsentiert werden.

## Sammlung
Das Museum umfasst heute Sammlungen zu folgenden Themen:
- Im Neubau werden Funde aus Dietzenbach und Umgebung präsentiert. Die Exponate umfassen den Zeitraum von Vor- und Frühgeschichte, Altsteinzeit, Eisenzeit, über die Zeit im Römischen Reich und das Mittelalter bis ins 19. und 20. Jahrhundert.
- Die Dorfstraße erweckt den Dorfcharakter des 19. und 20. Jahrhunderts in den dort nachempfundenen Handwerkerstuben der Schreiner, Schuhmacher, Wagner und Sattler zum Leben.
- In der film- und kinogeschichtlichen Abteilung lässt sich erkunden, wie bewegte Bilder erzeugt werden, wie die Menschen sie wahrnehmen und wie die ausgestellten Apparaturen früher verwendet wurden.
- Die Halle umfasst eine umfangreiche Sammlung landwirtschaftlicher Großgeräte.
- Die Ausstellung im Fachwerkhaus verdeutlicht das tägliche Leben im 20. Jahrhundert. Sie thematisiert die Aufgaben des Bauers als Selbstversorger und bietet eine Einblick in das bürgerliche Mobiliar und das Kinderspielzeug jener Zeit.

In der Ausstellungshalle finden wechselnde Sonderausstellungen und Vorträge statt.

## Sonderausstellungen und Vorträge
Es finden regelmäßig in wechselnden Abständen Sonderausstellungen statt, so z. B. 2013 die Ausstellung „Märchenspielzeug“ im Heimatmuseum.
- 2013: Märchenspielzeug, 22. November 2013 bis 26. Januar 2014
- 2014: Kriegerische Spiele – Spielzeug vor und im Ersten Weltkrieg, 5. September 2014 bis 28. September 2014
- 2014: Der Erste Weltkrieg im Spiegel von Briefmarken und Feldpost, 10. Oktober 2014 bis 26. Oktober 2014[3]
- 2014: Kleine Spielewelten. Ein Querschnitt durch das Kinderspielzeug von 1890 bis 1960., 23. November 2014 bis 25. Januar 2015
- 2015: Vortrag: Im Schützengraben – Westfront 1914–1918. Der Alltag der Grabenbesatzung, 11. Februar 2015
- 2015: Sammeltassen, 22. Februar 2015 bis 22. März 2015
- 2015: Fahrräder zu Großvaters Zeiten. Die Geschichte des Zweirades zwischen 1930 und 1960., 10. April 2015 bis 10. Mai 2015
- 2015: 40 Jahre Jugendarbeit im Briefmarkenverein, 30. und 31. Mai 2015
- 2015: Vortrag: Lebenswelten und Lebensgefühl in der Zeit nach 1945 in den beiden deutschen Staaten, 18. Juni 2015
- 2015: Museumsnacht, 15. August 2015
- 2015: Kelterfest, 27. September 2015
- 2015: Weihnachtszauber, 20. Dezember 2015

## Belege
1. ↑  kreis-offenbach.de: Museum für Heimatkunde und Geschichte Dietzenbach. Archiviert vom Original (nicht mehr online verfügbar) am 27. Dezember 2014; abgerufen am 4. Januar 2015.
2. ↑  Offenbach-Post / op-online.de. Abgerufen am 4. Januar 2015.
3. ↑  Frankfurter Rundschau / fr-online.de. Abgerufen am 6. Januar 2015.